# Ihara Maszami
Ihara Maszami (Koga, 1967. szeptember 18. –) japán válogatott labdarúgó.
A japán válogatott tagjaként részt vett az 1998-as világbajnokságon.

## Statisztika
| Japán válogatott | Japán válogatott | Japán válogatott |
| Időszak          | Mérk.            | gól              |
| ---------------- | ---------------- | ---------------- |
| 1988             | 5                | 0                |
| 1989             | 11               | 0                |
| 1990             | 6                | 0                |
| 1991             | 2                | 0                |
| 1992             | 11               | 0                |
| 1993             | 15               | 2                |
| 1994             | 9                | 1                |
| 1995             | 16               | 1                |
| 1996             | 13               | 0                |
| 1997             | 21               | 1                |
| 1998             | 10               | 0                |
| 1999             | 3                | 0                |
| Összesen         | 122              | 5                |

### Edzői statisztika
| Csapat         | Nemzet   | –tól     | –ig      | Mérkőzések | Mérkőzések | Mérkőzések | Mérkőzések | Mérkőzések |
| Csapat         | Nemzet   | –tól     | –ig      | M          | Gy         | V          | D          | Gy %       |
| -------------- | -------- | -------- | -------- | ---------- | ---------- | ---------- | ---------- | ---------- |
| Kasiva Rejszol | Japán    | 2009     | 2009     | 2          | 0          | 1          | 1          | 0.0        |
| Avispa Fukuoka | Japán    | 2015     | 2018     | 160        | 68         | 41         | 51         | 42,5       |
| Összesen       | Összesen | Összesen | Összesen | 162        | 68         | 42         | 52         | 42,0       |